# 奇巖城
《奇巖城》（法語：L'Aiguille creuse）是法國作家莫理斯·盧布朗所著的小說，以怪盜亞森·羅蘋為主角。1908年開始在法國雜誌《無所不知》上連載；1909年6月出版。故事以法蘭西王室歷代密藏在白堊海岸的大石柱(外號『空洞之針』)內的藝術品寶藏為目標。怪盜羅蘋與高中生偵探易吉道。以及英國名偵探福爾摩斯展開一場鬥智對決。

## 情節概要
傑佛爾伯爵宅上發生失竊案，其中一名嫌犯遭蕾夢小姐開槍打傷。正當警方對此案一籌莫展時，一名還是高中學生的少年偵探易吉道·伯特雷站出來，以縝密的推理解析了嫌犯們的做案手法，指出這是亞森·羅蘋及其黨羽所為。然而蕾夢小姐卻在不久後失蹤。
易吉道·伯特雷在查案過程中意外尋獲一張寫著奇怪符碼的紙條，經過一番追查，他發現紙條實際上與法國王室的秘密有關，並暗指埃特達針岩。於是伯特雷前往埃特達針岩一探究竟，並連繫了葛尼瑪探長帶警察來支援。在針岩內的密室，伯特雷遇見了亞森·羅蘋與蕾夢小姐，發現他們倆已結為夫妻，雖然隨後趕到的葛尼瑪試圖逮捕羅蘋，但還是被對方躲過。
以秘密潛艇從海底逃離現場的羅蘋，登岸後計畫與新婚妻子蕾夢展開全新生活，然而英國名偵探夏洛克·福爾摩斯卻已暗中追蹤而來，蕾夢為保護羅蘋而不幸命喪於福爾摩斯槍下……。

## 主要角色
- 易吉道·伯特雷 - 好管閒事，巴黎詹生塞利中學的高年級學生，以偵探自居。
- 亞森·羅蘋 - 計畫奪取法國王室歷代存放於空洞之針內的藝術品寶藏，本作中以各種面目出現，有時是醫生，有時是故事主角的配角友人，千變萬化。
- 蕾夢 - 受其舅傑佛爾伯爵監護的美少女，傑佛爾伯爵之外甥女。
- 夏洛克·福爾摩斯 - 活力充沛的紅面男子，來自英國的偵探。
- 葛尼瑪探長 - 立誓逮捕羅蘋歸案，是羅蘋的死對頭。
- 菲爾法官 - 負責調查男爵宅邸竊案。
- 傑佛爾伯爵 - 因宅邸遭到神秘男子行竊及秘書意外被殺害一案，而遭菲爾法官審訊和質疑。
- 法卡隆秘書 - 遭神秘男子以短劍殺害。